# Guillermo Miller
William Miller (Wingham, 12 de diciembre de 1795-Lima, 31 de octubre de 1861), también llamado Guillermo Miller en el mundo hispanohablante, fue un militar británico que contribuyó de manera sobresaliente en la guerra de independencia de Chile y Perú.

## Al servicio de Inglaterra y de América
Nació el 12 de diciembre de 1795 en Wingham, condado de Kent en Inglaterra.
Ingresó al ejército de su patria y en agosto de 1811 desembarcó en Lisboa como parte de las tropas que la Corona británica enviaba a la península ibérica para combatir, junto a portugueses y españoles, a los ejércitos de Napoleón.
El entonces joven oficial Miller combatió en los sitios de Ciudad Rodrigo, Badajoz y San Sebastían, tomando también parte en la decisiva batalla de Vitoria donde el general Wellington logró expulsar definitivamente a las tropas francesas de España. Posteriormente actuaría en la guerra anglo-estadounidense de 1812. Tras viajar por Sevilla, Cádiz y Gibraltar se embarcó en este último puerto para el Nuevo Mundo.
En 1817, como muchos de sus compatriotas, Miller emigra hacia América del Sur en busca de gloria y fama. Llega a Argentina donde inmediatamente se enrola en las huestes patriotas. Con el grado de capitán de Artillería atravesó la cordillera con el Ejército Libertador de los Andes, el cual lograría la independencia de Chile.
En 1818, con la invasión de reconquista de Mariano Osorio, las fuerzas del Ejército de Chile y del Ejército Libertador de los Andes son atacadas en la Sorpresa de Cancha Rayada, donde el Coronel Miller se bate estoicamente contra las tropas realistas. Esto le valió su ascenso a Sargento Mayor y el nombramiento de edecán del General San Martín con quien mantendría una larga amistad por el resto de su vida.

## De militar a marino

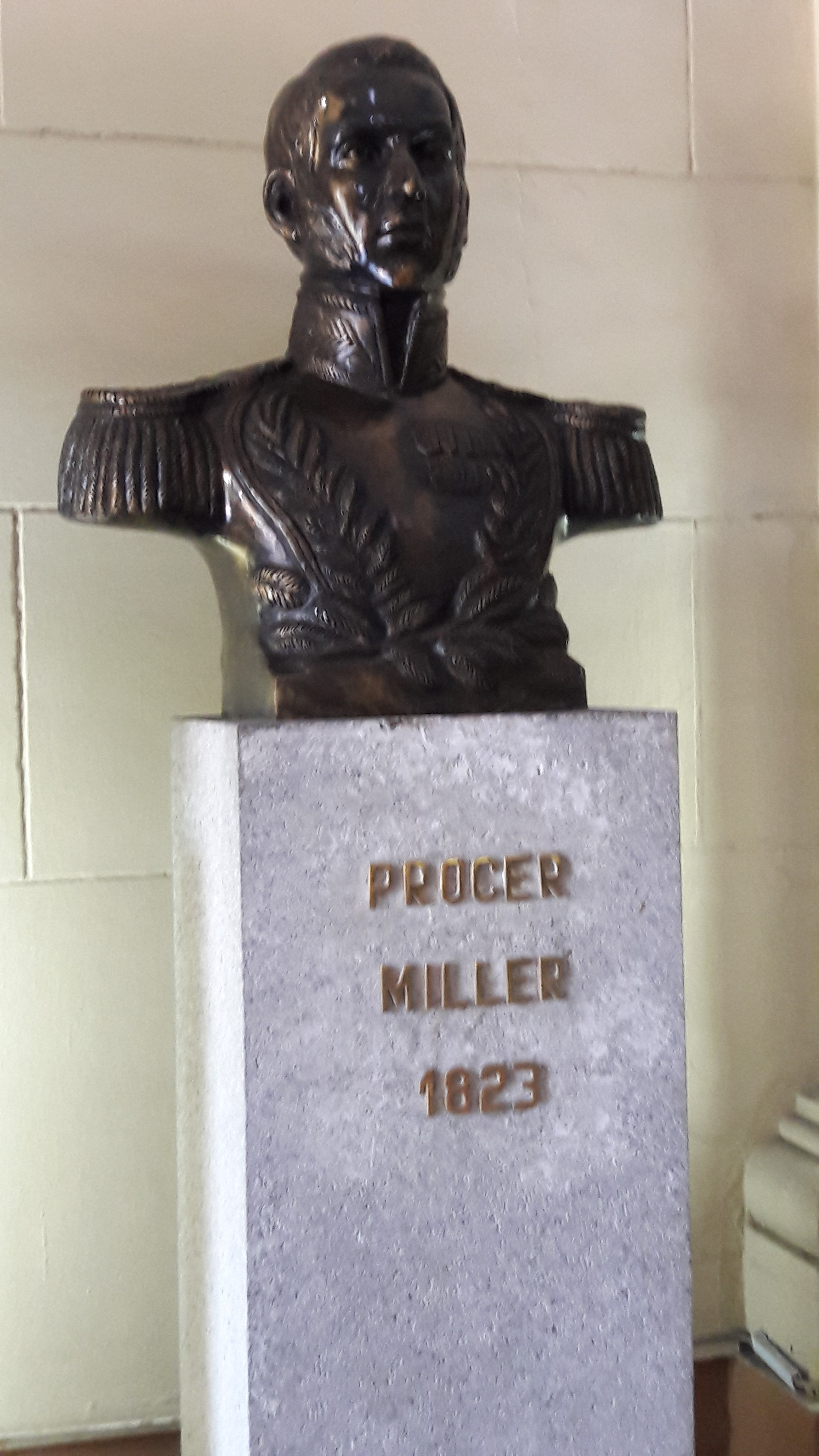
Efigie de Guillermo Miller en el Panteón de los Próceres en Lima.

Su brillante desempeño militar, y la escasez de marinos que vivía la recientemente creada Armada de Chile, le valió ser destinado al puerto de Valparaíso donde se le confirió el mando de la fragata Lautaro, y luego comandante de las tropas de infantería de marina y artillería de mar, que tenían el objetivo de proteger a la nueva escuadra que formó Chile para asegurar las costas del océano Pacífico.
Cuando el gobierno del Director Supremo, don Bernardo O'Higgins contrató al Almirante escocés Lord Thomas Alexander Cochrane para que se hiciera cargo del mando de la escuadra nacional, Miller fue nombrado jefe de las fuerzas de artillería y de la Infantería de marina. Como tal, tuvo una actuación sobresaliente al mando de las tropas que lucharon contra los realistas en la Toma de Valdivia. Pocos días después fue herido en una escaramuza a la entrada del Fuerte Agüi durante el intento fallido de anexión de Chiloé (Combate de Agüi).

## Participación en la Independencia del Perú
Cuando los aliados por la independencia (Argentina y Chile) organizaron la Expedición Libertadora del Perú, Guillermo Miller integró las filas del ejército expedicionario.
Durante este periodo, el almirante Miller, enarboló en la ciudad de Tacna una bandera que buscó reunir a los peruanos independientes. Era una bandera azul marino con un sol dorado (tal vez el Inti) en su interior. Algunos autores consideran a esta enseña como la primera bandera del Perú aunque hay una controversia al respecto.

Bandera del regimiento "Independientes de Tacna" de Miller.

Una vez que San Martín se retira del Perú, el general Miller siguió formando parte del ejército unido libertador, participando en diversas campañas de la guerra. En 1824 el Libertador Simón Bolívar lo nombró general en jefe de la caballería independentista, y con ese grado combatió en las batallas de Junín, Corpahuaico y Ayacucho.
Su notable desempeño durante la guerra le valió ser ascendido al grado de Mariscal del Ejército del Perú. En 1821 había participado de la creación del regimiento de caballería Húsares de la Legión Peruana, los que, a consecuencia de haber intervenido heroica y decisivamente en la Batalla de Junín, fueron renombrados como "Húsares de Junín". Entre 1987 y 2012, ese regimiento constituyó la Guardia del Palacio de Gobierno del Perú.
Tras la capitulación de Ayacucho fue nombrado gobernador de la Villa Imperial de Potosí pero en 1825 viaja de regreso a Inglaterra para reponer su maltrecha salud luego de casi 10 años de lucha continua contra el Imperio español. En 1828 por intermedio de su hermano John Miller publica en Londres la obra "Memorias del General Miller, al servicio de la República del Perú", publicación que tuvo gran acogida en las principales editoriales inglesas.

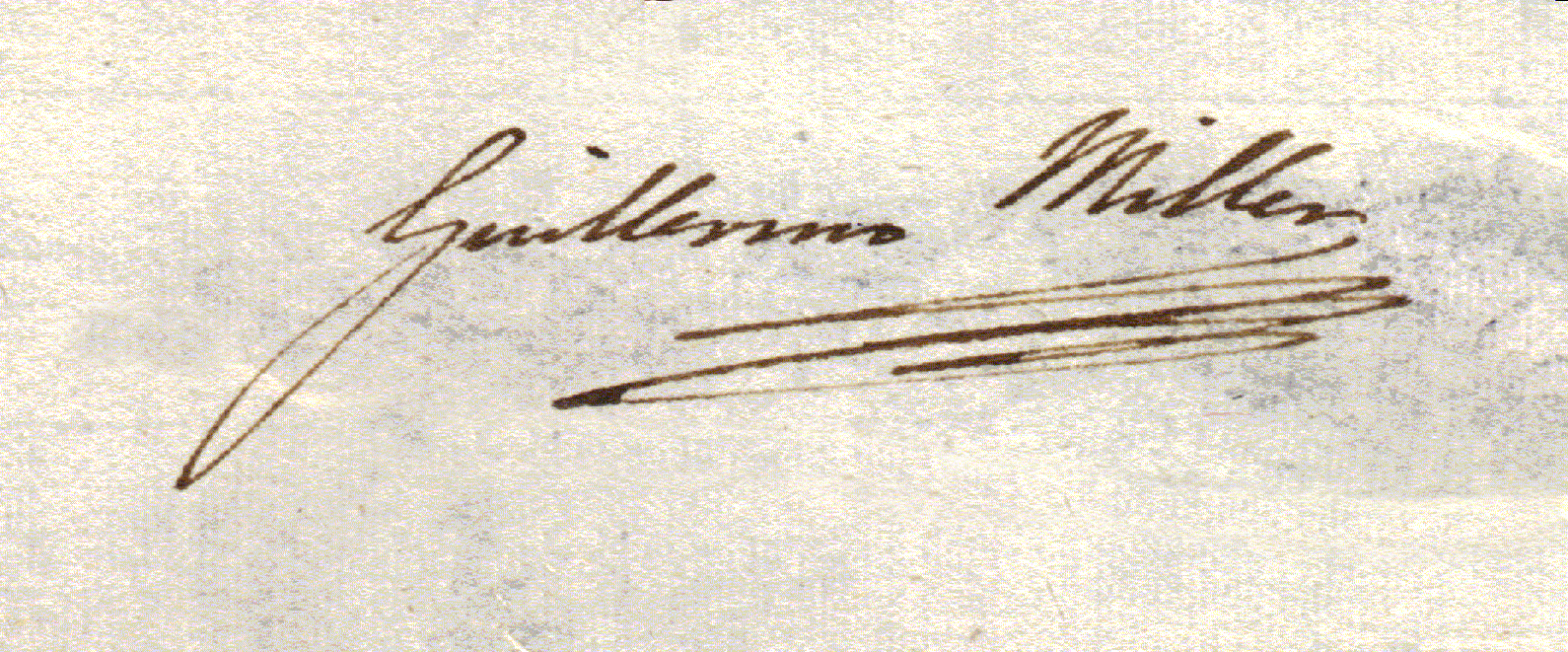
Firma autógrafa de Guillermo Miller (Archivo Histórico de la Casa Nacional de Moneda de Potosí).

Regresó al Perú en 1831 para cumplir diversas responsabilidades militares y diplomáticas. En 1835 se vio envuelto en la guerra entre Andrés de Santa Cruz y Felipe Santiago Salaverry apoyando al primero en su proyecto confederacionista pero tras la derrota y fusilamiento de Salaverry, por quien Miller había intercedido para que le fuera perdonada la vida, se exilió del escenario político y militar no tomando parte de la guerra entre la Confederación Perú-Boliviana con Chile, la Confederación Argentina y los restauradores peruanos.
Por motivo de haber apoyado a Santa Cruz fue dado de baja y borrado del escalafón militar por las nuevas autoridades peruanas cuando la Confederación fue derrotada. Pasó varios años como cónsul británico en Hawái hasta que pasadas las pasiones de la guerra el gobierno peruano le devolvió su título de Gran Mariscal.
Pasó sus últimos años en Perú hasta que sintiendo la proximidad de su muerte solicitó ser llevado a un buque británico que se encontraba frente al Callao donde falleció poco después a la edad de 66 años.
Después de su muerte se descubrió que todavía tenía (en su hígado) dos balas alojadas en su cuerpo, recuerdo de las más de veinte heridas que había recibido en sus batallas. Sus restos fueron enterrados en el Cementerio británico de Bellavista y luego, en 1926, fueron transferidos al Panteón de los Próceres, en el Parque Universitario de Lima, donde todavía descansa.

## Distinciones y condecoraciones
- Suboficial de la Legión de Mérito de Chile ( Chile).